# Lądolód

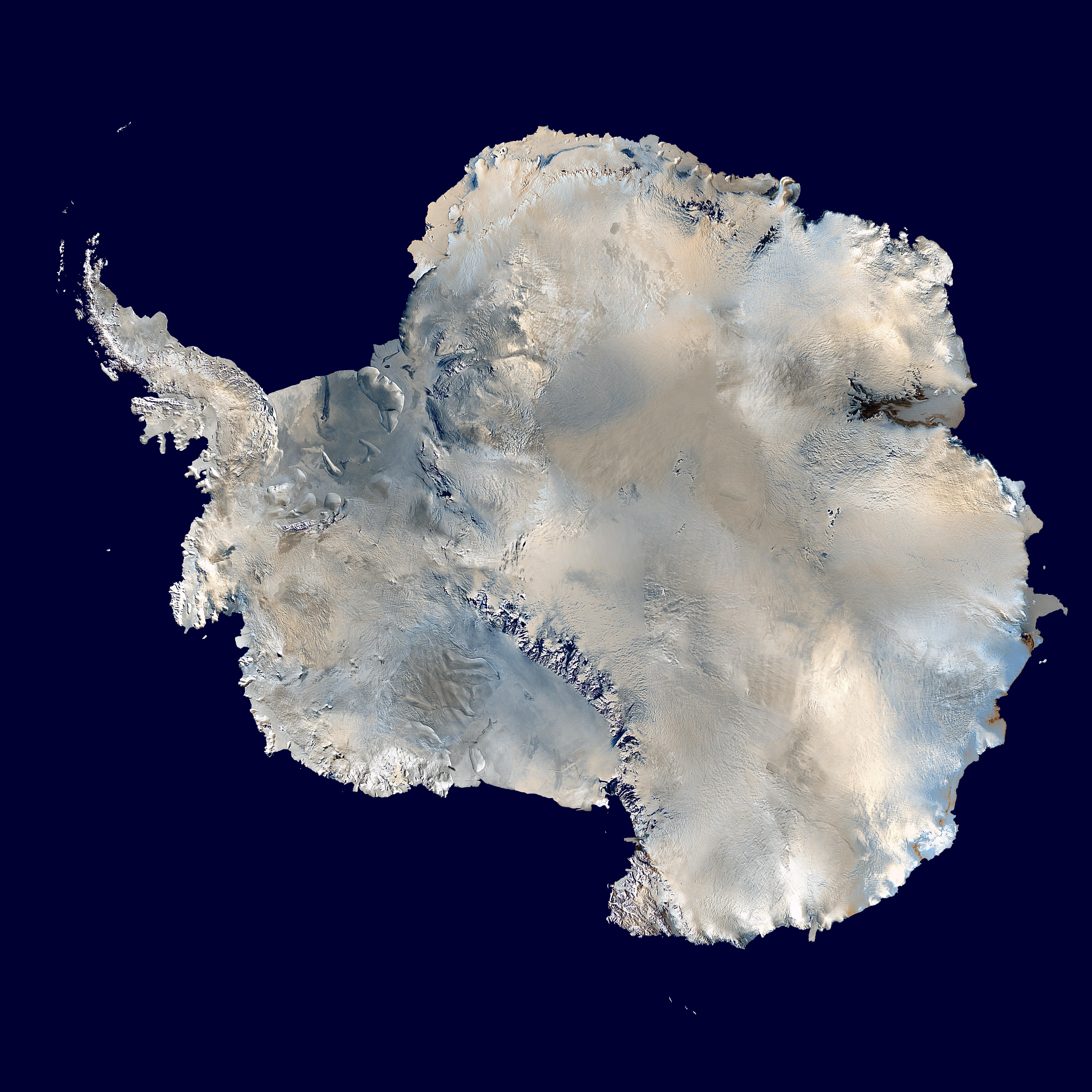
Widok satelitarny lądolodu okalającego Antarktydę

Lądolód na Grenlandii

Lądolód – pokrywa lodowa o znacznej grubości, zajmująca powierzchnię liczącą tysiące kilometrów kwadratowych. Tworzy lekko wypukłą tarczę zbudowaną ze śniegu i lodu, rozpływającą się na przedpole pod wpływem własnego ciężaru. 
Lądolód może osiągać miąższość do 4000 m – obecnie tak gruba jest kopuła A na Antarktydzie.

## Występowanie i charakter
Obecnie na półkuli południowej lądolód występuje na Antarktydzie (13,3 mln km²), mniejszy fragment lądolodu zachował się w Patagonii (16,8 tys. km²). Na półkuli północnej znajduje się lądolód grenlandzki (1,7 mln km²). Dla porównania łączna powierzchnia zajęta przez poszczególne czasze podczas ostatniego zlodowacenia (plejstoceńskiego) (w tym skandynawski w Europie i laurentyjski w Ameryce Płn.) przekroczyła 30 mln km², a suma powierzchni wszystkich współczesnych lodowców (poza Antarktydą i Grenlandią) wynosi niewiele więcej niż 0,5 mln km² (w Kanadzie 200 tys., w Himalajach 33 tys., w Stanach Zjednoczonych 75 tys. km²).

## Formowanie się lądolodu
Poniższy opis przedstawia proces formowania lądolodu, a także każdego lodowca. Poszczególne fazy można opisać następująco:
- wskutek panujących warunków klimatycznych śnieg nie topi się całkowicie w czasie lata i ulega nagromadzeniu, a pod ciężarem warstw górnych warstwy dolne ulegają sprasowaniu do postaci firnu, by w końcu stać się lodem firnowym
- gdy miąższość pokrywy lodowej zbliża się do 50 metrów, lodowiec zaczyna się rozszerzać na boki („postępować”)
- jeśli zimny klimat się utrzymuje, miąższość warstw sprasowanego lodu rośnie, a lodowiec rozszerza się promieniście lub bocznie na zewnątrz od miejsca o najwyższym ciśnieniu
- ciężar nagromadzonych mas lodu może też powodować ślizganie się lodowca po podłożu.

## Formy polodowcowe
W krajobrazie ukształtowanym przez lądolód wyróżnia się formy polodowcowe powstałe w wyniku działalności erozyjnej oraz akumulacyjnej.

### Działalność erozyjna
- pradoliny – szerokie doliny utworzone w czasie dłuższego postoju lądolodu; płynęły nimi wody pochodzące z topnienia lodu
- rynny polodowcowe – długie i wąskie zagłębienia terenu powstałe na skutek przesuwania się lodowca lub działalności erozyjnej wód płynących wewnątrz lub pod lądolodem
- jeziora rynnowe – jeziora powstałe w rynnach po stopnieniu lądolodu
- jeziora morenowe – jeziora powstałe w zagłębieniach moreny dennej i czołowej lub w zagłębieniach międzymorenowych wypełnionych wodą
- graniaki – bloczki o wygładzonych ścianach i 2-3 ostrych krawędziach, oszlifowane wskutek tarcia niesionych przez wiatr okruchów skalnych (korazja), powstałe w strefie peryglacjalnej (na przedpolu lądolodu)
- wygłady lodowcowe – występują m.in. w Skandynawii, skąd nasuwał się lądolód na tereny Polski

### Działalność akumulacyjna
- moreny czołowe – podłużne pasy wzniesień powstałe podczas postoju lodowca z nagromadzenia materiału „uwalnianego” z topniejącego czoła lądolodu, tworzą równoległe do czoła lodowca wały
- morena denna – zmiennej grubości warstwa materiału skalnego transportowanego i osadzanego przez lodowiec, składającego się z głazów, żwirów, piasków i gliny, powstaje pod lodowcem, tworzy falistą równinę
- sandry – rozległe stożki napływowe utworzone ze żwiru i piasku, osadzane przez wody pochodzenia lodowcowego przed czołem lodowca; w Polsce występują w Borach Tucholskich
- kemy i ozy – wzniesienia związane z działalnością wód podlodowcowych
- głazy narzutowe (eratyki) – duże fragmenty skał naniesione przez lodowiec, czasami rozbite wzdłuż równych płaszczyzn na części w wyniku erozji, są to granity czerwone (granit rapakiwi), granitognejsy, gnejsy i inne skały metamorficzne
- pokrywy lessowe – zwarte płaty jasnożółtej, pylastej skały osadowej pochodzenia eolicznego powstające w suchym klimacie na dalekim przedpolu lądolodu (strefa peryglacjalna); w Polsce pokrywy lessowe występują przede wszystkim w pasie Wyżyn Południowopolskich (Wyżyna Lubelska, Roztocze, Wyżyna Małopolska) oraz na Nizinie Śląskiej[2].